# Brandon Dubinsky
Brandon Dubinsky (* 29. April 1986 in Anchorage, Alaska) ist ein ehemaliger US-amerikanischer Eishockeyspieler. Der Center bestritt zwischen 2007 und 2019 über 800 Partien für die New York Rangers und die Columbus Blue Jackets in der National Hockey League (NHL), musste seine Karriere allerdings frühzeitig aufgrund einer Verletzung beenden.

## Karriere
Dubinsky spielte als Jugendlicher in den Juniorenligen des US-Bundesstaates Alaska. Im Alter von 16 Jahren wechselte er schließlich in die kanadische Juniorenliga Western Hockey League zu den Portland Winter Hawks. Diesen blieb er vier Spielzeiten lang treu und erreichte jedes Jahr die Playoffs. Seine besten Spielzeiten hatte der US-Amerikaner 2003/04 und 2005/06, als er deutlich mehr als einen Scorerpunkt pro Spiel erzielen konnte. Zudem wurde er in den beiden Spieljahren ins WHL West Second All-Star Team gewählt.
Nachdem Dubinsky bereits im NHL Entry Draft 2004 in der zweiten Runde an 60. Stelle von den New York Rangers ausgewählt worden war, holten ihn diese zum Ende der Saison 2005/06 erstmals in ihr Farmteam in der American Hockey League. Bei den Hartford Wolf Pack führte sich der Center mit zehn Punkten in elf Playoff-Partien gut ein und verbrachte auch den größten Teil der Saison 2006/07 dort. In 71 Spielen in der regulären Saison verbuchte Dubinsky 43 Scorerpunkte, was zur Folge hatte, dass er im März 2007 erstmals in den NHL-Kader der New York Rangers berufen wurde. Insgesamt kam er zu sechs Einsätzen, musste für die Playoffs aber wieder in die AHL zurückkehren. Im Sommer 2007 erkämpfte sich der Stürmer im Trainingscamp der Rangers einen Stammplatz im Kader und bestritt daraufhin alle 82 Saisonpartien. Des Weiteren wurde er von den Ligaoffiziellen zum NHL YoungStars Game eingeladen. Seine 40 Scorerpunkte bescherten ihm schließlich die mannschaftsinternen Auszeichnungen zum Rookie des Jahres und den Steven McDonald Extra Effort Award.
Am 23. Juli 2012 wurde er zusammen mit Artjom Anissimow und Tim Erixon sowie einem Erstrunden-Wahlrecht für den NHL Entry Draft 2013 zu den Columbus Blue Jackets transferiert. Die New York Rangers erhielten im Gegenzug Rick Nash, Steven Delisle sowie ein Drittrunden-Draftpick. Bei den Blue Jackets knüpfte er initial an seine Leistungen aus den Vorjahren an und trat als regelmäßiger Scorer in Erscheinung. Daher unterzeichnete er im Juli 2014 einen neuen Sechsjahresvertrag mit einem Gesamtvolumen von ca. 35 Millionen US-Dollar in Columbus. Mit der Spielzeit 2017/18 beginnend gingen seine persönlichen Statistiken jedoch deutlich zurück, ehe er die komplette Saison 2019/20 sowie die folgende Spielzeit 2020/21 aufgrund einer Handgelenksverletzung verpasste. Dies bedeutete letztlich auch das Ende seiner aktiven Karriere. Insgesamt hatte Dubinsky 823 NHL-Partien bestritten und dabei 438 Scorerpunkte verzeichnet.

### International
Auf internationaler Ebene nahm Dubinsky mit dem Team USA an den Weltmeisterschaften 2008 und 2010 teil. Zudem vertrat er sein Heimatland beim World Cup of Hockey 2016, bei dem das Team allerdings bereits in der Gruppenphase ausschied.

## Erfolge und Auszeichnungen
| - 2004 WHL West Second All-Star Team - 2006 WHL West Second All-Star Team - 2008 Teilnahme am NHL YoungStars Game | - 2008 NHL YoungStars Game MVP - 2008 Victoria-Cup-Gewinn mit den New York Rangers - 2009 Teilnahme am NHL YoungStars Game |

## Karrierestatistik

### International
Vertrat die USA bei:
- Weltmeisterschaft 2008
- Weltmeisterschaft 2010
- World Cup of Hockey 2016

(Legende zur Spielerstatistik: Sp oder GP = absolvierte Spiele; T oder G = erzielte Tore; V oder A = erzielte Assists; Pkt oder Pts = erzielte Scorerpunkte; SM oder PIM = erhaltene Strafminuten; +/− = Plus/Minus-Bilanz; PP = erzielte Überzahltore; SH = erzielte Unterzahltore; GW = erzielte Siegtore; 1 Play-downs/Relegation; Kursiv: Statistik nicht vollständig)